# Gesucht wird Majora
Gesucht wird Majora ist ein deutscher Kriminalfilm von Hermann Pfeiffer aus dem Jahr 1949.

## Handlung
Prof. Dr. Otto, Entdecker und Formelinhaber der Kunstfaser ‘Majora’, stirbt in Kriegsgefangenschaft. Zuvor hat er seine Kameraden Blohm und Prack beauftragt, nach ihrer Rückkehr seiner Frau den verborgenen Aufbewahrungsort der Formel mitzuteilen. Es entwickelt sich eine Jagd nach der Formel, an der auch Grit Faller, die Ex-Geliebte von Prack, sowie Manzeiras, der Inhaber einer Halbwelt-Bar, beteiligt sind. Gegen ausländische Agenten und kriminelle Elemente gelingt es den Freunden des Erfinders schließlich, die Formel zu finden und für das Werk zu retten, für das sie bestimmt war.

## Produktion
Gesucht wird Majora wurde im Atelier der Euphono-Film im Hochbunker von Benrath, auf Schloss Burg, auf der Autobahn bei Düsseldorf sowie im Yachthafen Düsseldorf gedreht. Den Verleih besorgte die Panorama-Film, Berlin. Der Film hatte seine Uraufführung am 2. September 1949 im Düsseldorfer Europa-Palast. Szenenfotos, Programmhefte und Plakate sind unter Heinz Erhardt Freunde zu sehen.

## Kritik
Das Lexikon des internationalen Films bezeichnete den Film als dürftig inszenierten Kriminalfilm, der eine locker verklammerte Szenenfolge zu einem leidlich spannenden Höhepunkt führt.